# Tiêu Tuấn Minh
Siu Chun Ming (tiếng Trung: 蕭俊銘; sinh ngày 27 tháng 12 năm 1995 ở Hồng Kông) là một cầu thủ bóng đá Hồng Kông thi đấu ở vị trí tiền vệ tấn công cho câu lạc bộ tại Giải bóng đá ngoại hạng Hồng Kông Hong Kong Pegasus.

## Sự nghiệp câu lạc bộ
Tại mùa giải 2014–15, Siu ghi 9 bàn thắng.
Năm 2015, Siu gia nhập Dreams Metro Gallery.
Ngày 12 tháng 7 năm 2016, Siu được giới thiệu với tư cách cầu thủ Hong Kong Pegasus trong giai đoạn tập luyện trước mùa giải của câu lạc bộ.